# Kvartet 4M
Kvartet 4M (auch 4 M, 4M oder Vokalni kvartet 4M – ‚Kvartet‘ ist die serbokroatische Schreibweise des Wortes Quartett, ‚Vokalni‘ bedeutet „Vokal-“ bzw. „Gesangs-“) war eine vierköpfige Gesangsgruppe aus Zagreb, Jugoslawien, die von 1956 bis 1974 existierte.

## Bandgeschichte
Der Name steht für die vier Mitglieder der Gruppe, von denen Miro Ungar (* 1937) mit dem Buchstaben M beginnt, während die drei anderen jeweils mit M beginnende Spitznamen trugen: Ivica Krajač (1938–2024) „Mali“ (der Kleine), Branko Marušić (* 1937 in Zagreb; † 14. November 2012) „Medo“ und Željko Ružić (* 1938) „Muki“. Miro Ungar, der die Gruppe in den 1960er Jahren verließ, wurde durch Saša Sablić (* 1944) „Medicus“ ersetzt.
Seit den frühen 1960er Jahren nahmen 4M regelmäßig Singles auf. Viele der Kompositionen und Texte steuerte Ivica Krajač bei (unter anderem Platno, boje, kist i twist, den ersten jugoslawischen Twist-Titel); auch Nikica Kalogjera schrieb für 4M. Auch einige Coverversionen wurden aufgenommen, z. B. Zelena trava mog doma (Green, Green Grass of Home von Curly Putman), Charlie Brown (von Leiber/Stoller) und Reci zašto – Bossa Nova (deutsche Originalversion Baby-Babbel-Bossa-Nova, komponiert von Werner Twardy und gesungen von Will Brandes), und mehrere Titel von Paul Anka. 1972 erschien eine Langspielplatte von 4M. 1964 nahmen sie gemeinsam mit den Bijele Strijele Coverversionen der Beatles-Titel It Won’t Be Long (Dolazi dan) und She Loves You (Ja ljubim … je, je …!) auf, deren serbokroatische Texte Ivica Krajač schrieb (auf Jugoton EPY 3365).
4M nahm als jugoslawischer Teilnehmer am Eurovision Song Contest 1969 teil. Den damaligen Regeln entsprechend, die nur Einzelinterpreten und Duos sowie bis zu drei Backgroundsänger zuließen, wurde Ivica Krajač zum Einzelinterpreten erklärt, der (mit den anderen als Chor) als Ivan & M’s antrat. Ihr Lied Pozdrav svijetu (Gruß an die Welt) erreichte punktgleich mit dem italienischen Beitrag Platz 13. Die Plattenaufnahme wurde in Jugoslawien unter dem richtigen Namen der Band veröffentlicht, eine spanischsprachige Version (Saludos al mundo) erschien unter dem Namen Ivan & M’s. Im Text des Liedes kommt die Entsprechung von „Guten Tag“ in den Sprachen vieler der am Eurovision Song Contest beteiligten Staaten vor („Dobar dan, buenos días, guten Tag, bonjour, good morning, goededag, bon giorno, hyvä päivä“).
Nach der Auflösung von 4M war Ivica Krajač weiter als Komponist und Texter, später auch als Opern- und Musicalregisseur tätig. Miro Ungar machte als Sänger eine Solokarriere und nahm auch in der DDR deutschsprachige Lieder auf. Die drei übrigen Mitglieder kehrten der Musik den Rücken. 2006 fand aus Anlass des 50-jährigen Gründungsjubiläums in Zagreb ein Revivalkonzert statt, an dem alle Mitglieder außer Marušić teilnahmen.